# Zita Linker
Zita Linker (hebr.: ציטה לינקר, ur. 1 marca 1917 w Wiedniu, zm. 26 stycznia 2009) – izraelska polityk, w 1977 poseł do Knesetu z listy Likudu.

## Życiorys
Urodziła się 1 marca 1917 w Wiedniu. W Wiedniu ukończyła szkołę średnią. Do Palestyny wyemigrowała w 1934. Była absolwentką University of London.
W wyborach parlamentarnych w 1973 nie dostała się do izraelskiego parlamentu, jednak w składzie ósmego Knesetu znalazła się 21 stycznia 1977, po rezygnacji Szemu’ela Tamira. W wyborach w maju tego roku nie uzyskała reelekcji.
Zmarła 26 stycznia 2009.